# Кац, Арни
А́рни Кац (англ. Arnie Katz) — американский журналист, писатель и дизайнер видеоигр. Пионер журналистики видеоигр, сооснователь первого в мире журнала, полностью посвящённого видеоиграм — Electronic Games.

## Биография
Впервые писать заметки о компьютерных и видеоиграх Арни Кац вместе со своим другом и компаньоном Биллом Канкелом (получившем впоследствии прозвище «Игровой доктор») начал в 1978 году. В журнале Video им выделили колонку «Arcade Alley». Таким образом, Кац и Канкел стали первыми в мире журналистами, на регулярной основе публикующими рецензии на видеоигры в издании общегосударственного уровня.
В 1981 году друзья решили создать собственное издание и основали журнал Electronic Games, ставший первым в мире периодическим изданием, полностью посвящённым видеоиграм — аркадным, компьютерным и консольным. Третьим компаньоном Арни и Билла стала Джойс Уорли (англ. Joyce Worley) — жена Каца. В журнале впервые были сформированы принципы игровой журналистики, заложены основы, ставшие впоследствии стандартом для изданий такого типа. Сам Арни Кац выступал в роли редактора Electronic Games. Многие понятия описания компьютерных игр были введены именно им, например «playfield» и «shoot 'em up».
Журнал просуществовал до 1985 года, после его закрытия Арни, Билл и Джойс продолжали работать в видеоиндустрии, в частности в журнале VideoGames & Computer Entertainment. Ими была основана компания Katz Kunkel Worley Inc. с подразделением Subway Software, занимавшимся дизайном компьютерных и приставочных игр. Среди работ Subway Software: The Simpsons: Bart's Nightmare, Superman: The Man of Steel, Batman Returns, First Contact, Blood Bowl, Borrowed Time и другие. До 1998 года Арни Кац работал также журналистом в онлайн-журнале Inside Games.
В то время, как Билл Канкел продолжал заниматься игровой журналистикой до своей смерти в 2011 году, Кац с начала XXI века окончательно оставил индустрию видеоигр.
Арни, сам и в соавторстве с другими писателями, написал несколько книг, посвящённых играм: «The Player’s Strategy Guide to Atari VCS Home Video Games» и «Home Video Games Handbook» (обе изданы в 1982 году, в соавторстве с Биллом Канкелом), «Fear of Fun: The World of Computer Entertainment» (1985 год, в соавторстве с Биллом Канкелом), «Inside Electronic Game Design (Secrets of the Games Series)» и «Front Page Sports Football Pro `95: The Official Playbook (Secrets of the Games)» (обе появились в 1995 году, первая написана самостоятельно, вторая — в соавторстве с Андрю Хупером) и «The Pop Culture Collector» (появилась в 2004 году, написана самостоятельно).
В 1999 году Арни Кац был включён журналом «Великий Dракон» в список самых значительных имён игрового мира на 6 месте из 30.